# Avinguda de la Llibertat
L'Avinguda de la Llibertat (en francès: Avenue de la Liberté) és un carrer a la ciutat de Luxemburg, al sud del país europeu de Luxemburg. L'avinguda és una artèria viària de sentit únic, amb quatre carrils de transport de tràfic des del nord del barri Gare, al sud d'aquest sector, a l'estació de trens de Luxemburg.
En el seu extrem nord, l'Avinguda de la Llibertat es troba amb el Pont Adolphe, que pren el tràfic a través de la vall del Pétrusse unint-se al Boulevard Royal al centre de la ciutat, a la Ville Haute. Una quarta part del camí de la carretera, passa al llarg del costat est de la Plaça dels màrtirs, enfront a la qual és la seu d'ArcelorMittal, el més gran fabricant d'acer del món. Al sud, el carrer arriba a l'estació central de la ciutat, per la qual cosa es converteix en la Place de la Gare.